# Abito da sposa cercasi - Puglia
Abito da sposa cercasi - Puglia  è un reality show italiano, in onda dal 5 maggio 2021 su Real Time.

## Programma
Lo show vede come location le città della Puglia. Qui, ogni futura sposa sceglie il vestito per il giorno del suo matrimonio. Ad aiutarle nella scelta giusta c'è lo stilista e wedding planner Enzo Miccio.
In ogni episodio sono tre le future spose che giungono all'atelier, accompagnate da parenti, amici, damigelle, per scegliere l’abito perfetto.

### Cast
- Enzo Miccio: conduttore del programma, stilista e wedding planner.

## Edizioni
| Stagione | Conduzione  | Periodo       | Periodo       | Episodi | Rete      |
| Stagione | Conduzione  | Inizio        | Fine          | Episodi | Rete      |
| -------- | ----------- | ------------- | ------------- | ------- | --------- |
| 1ª       | Enzo Miccio | 5 maggio 2021 | 7 luglio 2021 | 10      | Real Time |